# جدعون راف
جدعون راف (عبری: גדעון "גידי" רף‎؛ زادهٔ ۱۰ سپتامبر ۱۹۷۲) کارگردان، فیلم‌نامه‌نویس، و نویسندهٔ اهل اسرائیل است که برندهٔ جوایزی همچون جایزه امی ساعات پربیننده شده‌است. مینی‌سریال جاسوس ساختهٔ اوست.